# كارول روس
كارول روس (بالإنجليزية: Carol Ross)‏ (و. 1959  م) هي لاعبة كرة سلة، ومدربة كرة سلة أمريكية، ولدت في أوكلاند، كاليفورنيا، مركز لعبها هو مدافع مسدد الهدف.

## جوائز
حصلت على جوائز منها:

WNBA Coach of the Year Award ‏

## روابط خارجية
- كارول روس على موقع سبورتس رفرنس (الإنجليزية)
- كارول روس على موقع كلية كرة السلة في سبورتس رفرنس.كوم (الإنجليزية)